# Kärrgröe
Kärrgröe (Poa trivialis) är en ört i familjen gräs.
I allmogespråk i Närke kallas växten Betes-grö. 